# Quinn Reddig
Quinn Reddig (* 20. November 2001 in Tsumeb) ist eine namibische Bogensportlerin mit dem Recurvebogen.
Ihr größter internationaler Erfolg war der Gewinn der Bronzemedaille im Mixed (gemeinsam mit dem US-Amerikaner Trenton Cowles) bei den Olympischen Jugendspielen 2018. Bei diesen war sie auch Fahnenträgerin ihres Heimatlandes. Ein Jahr später gewann Reddig (gemeinsam mit Adriaan Grobler) Silber bei den Afrikaspielen 2019. Im März 2023 gewann sie Silber bei den südafrikanischen Bogenschießmeisterschaften. Sie verbesserte ihren eigenen namibischen Rekord auf 300 Ringe.
Reddig gewann 2019 die Auszeichnung zu Namibias Nachwuchssportlerin des Jahres und den Zuschauerpreis Sportstar des Jahres.
Mit Stand August 2025 liegt sie auf Platz 394 der Weltrangliste der Frauen. Ihre höchste Platzierung war Rang 121 am 4. März 2024.